# Hemihyalea rhoda
Hemihyalea rhoda là một loài bướm đêm thuộc phân họ Arctiinae, họ Erebidae.